# Нижняя Голубинка
Ни́жняя Голуби́нка (до 1960-х Ни́жнее Заре́чье, до 1948 года Ни́жняя Фоти́-Сала́; укр. Нижня Голубинка, крымскотат. Asağı Foti Sala, Ашагъы Фоти Сала, в XVII в. итал. Феччиала) — село в Голубинском сельском поселении Бахчисарайского района Республики Крым (согласно административно-территориальному делению Украины — в Голубинском сельском совете Бахчисарайского района Автономной Республики Крым).

## Современное состояние
В Нижней Голубинке 5 улиц, в селе 94 двора, в которых, по данным сельсовета на 2009 год, проживало 264 человека. Площадь села — 30 гектаров, входит в состав ЗАО (ранее совхоза) Ароматный.. Нижняя Голубинка связана автобусным сообщением с Бахчисараем, Севастополем и Симферополем.

## Население
| 2001 | 2014 |
| ---- | ---- |
| 273  | ↘249 |

Всеукраинская перепись 2001 года показала следующее распределение по носителям языка
| Язык             | Процент |
| ---------------- | ------- |
| крымскотатарский | 54.95   |
| русский          | 32.6    |
| украинский       | 6.96    |

## География
Нижняя Голубинка расположена в юго-восточной части района, на обоих берегах реки Бельбек, посередине Второй гряды Крымских гор, на автодороге 35К-020 Бахчисарай — Ялта (по украинской классификации — Т-0117), через Ай-Петри. Высота центра села над уровнем моря 181 м. Расстояние до Бахчисарая около 25 километров, ближайшая железнодорожная станция — Сирень, примерно в 17 километрах.

## История
Историческое название села Нижняя Фоти-Сала (Ашагы-Фоти-Сала), по преданию, восходит к ещё более древнему Ай-Фотий — Святой Фотий, но есть вариант, что оно происходит от крымскотатарского слова арабского происхождения fatih (фатих — завоеватель). Археологические находки в районе села датируются первыми веками до н. э.. В дальнейшем, начиная с III века н. э., было заселено крымскими греками — потомками готов, смешавшихся с автохтонным населением. В более позднее время село входило в состав княжества Феодоро, в личную вотчину владелей Мангупа Гаврасов. Древнейший эпиграфический памятник — надпись на христианском надгробии кладбища на холме Кильсе-Баир (Церковный холм), обнаруженная в 1914 году историком и археологом Р. Х. Лепером, датируется 1271 годом, там же обнаружены остатки христианской церкви того же времени. Невдалеке археолог Н. И. Репников обнаружил остатки ещё двух храмов и кладбище примерно того же времени.
После падения Мангупа в 1475 году село, вместе с землями бывшего княжества, входило в Мангупский кадылык Кефинского эялета (провинции) Османской империи. Относились ли перечисленные в материалах переписей Кефинского санджака 1520 и 1542 года жители к Нижней Голубинке — неизвестно. Около 1604 года в селе (и в окрестных сёлах) османы поселили католиков из захваченной ими Кафы. Генуэзцы, знавшие латынь, служили у хана послами в европейских государствах. Последнее итальянское надгробье старого кладбища (местное название Френк-мезарлык — кладбище франков) датировано 1685 годом. К концу XVII века потомки генуэзцев растворились среди местного христианского населения, переняв язык и религию и через век были выселены как крымские греки (румеи и урумы), после русско-турецкой войны 1768—1774 годов, в Приазовье. В состав же Крымского ханства селение входило всего около 9 лет: от обретения ханством независимости в 1774 году до присоединения Крыма к России (8) 19 апреля 1783 года.
В русских документах конца XVIII века (Камеральное описание Крыма 1784 года) упоминаются четыре деревни (приходы-маале) бакчи-сарайскаго каймаканства Мангупскаго кадылыка (судебного округа) Феттах Сала без конкретного местоположения(есть предположение, что Другой Феттах Сала, Третий Феттах Сала и Четвертый Феттах Сала — будущая Нижняя Голубинка. Несмотря на разбросанность поселений, они часто учитывались как одно. После присоединения Крыма к России 8 (19) апреля 1783 года, 8 (19) апреля 1784 года, именным указом Екатерины II сенату, на территории бывшего Крымского Ханства была образована Таврическая область и деревня была приписана к Симферопольскому уезду. После Павловских реформ, с 1796 по 1802 год, входила в Акмечетский уезд Новороссийской губернии. По новому административному делению, после создания 8 (20) октября 1802 года Таврической губернии, деревни были включены в состав Махульдурской волости Симферопольского уезда. По Ведомости о всех селениях в Симферопольском уезде состоящих с показанием в которой волости сколько числом дворов и душ… от 9 октября 1805 года числилась одна деревня Фоти-Сала, в которой записано 34 дома в которых проживало 245 крымских татар. На военно-топографической карте генерал-майора Мухина 1817 года изображены две Фоц-Салы, но число дворов указано общее — 48.
В 1829 году проведена волостная реформа и деревню приписали к новой Байдарской волости, а именным указом Николая I от 23 марта (по старому стилю) 1838 года, 15 апреля был образован новый Ялтинский уезд и деревню передали в Богатырскую волость нового уезда. На карте 1842 года значатся 4 Фоти-Салы, но с этих пор Верхняя Фоти-Сала фигурирует под другим названием — Куртлер-Фоц-Сала, а из трёх нижних в правобережной записано 20 дворов, а 2 Фоц-Салы на левом берегу Бельбека обозначены как «малые сёла» (менее 5 дворов). В «Списке населённых мест Таврической губернии по сведениям 1864 года», составленному по результатам VIII ревизии 1864 года, записана одна Фоти-Сала — казённая татарская деревня с 529 жителями в 169 дворах, 4 мечетями и черепичным заводом при реке Бельбеке и примечанием, что на военно-топографической карте состоит из 4 участков На трехверстовой карте Шуберта 1865—1876 года в правобережной Фоти-Сале всего 5 дворов (в левобережных 7 и 10), а на подробной карте 1890 года топографы объединили все посёлки одним названием — Фоти-Сала и насчитали во всех 143 двора с крымскотатарским населением. По Статистическому справочнику Таврической губернии. Ч.II-я. Статистический очерк, выпуск восьмой Ялтинский уезд, 1915 год, в одном (без деления на участки) селе Фоти-Сала Богатырской волости Ялтинского уезда, числилось 250 дворов с татарским населением в количестве 980 человек приписных жителей и 140 — «посторонних». Во владении было 1020 десятин удобной земли и 50 десятин неудобий, с землёй были 180 дворов и 70 безземельных. В хозяйствах имелось 150 лошадей, 80 волов, 150 коров, 180 телят и жеребят и 300 голов мелкого скота}.
После установления в Крыму Советской власти, по постановлению Крымревкома от 8 января 1921 года была упразднена волостная система и село вошло в состав Коккозского района Ялтинского уезда (округа). Постановлением Крымского ЦИК и Совнаркома от 4 апреля 1922 года Коккозский район был выделен из Ялтинского округа и сёла переданы в состав Бахчисарайского района Симферопольского округа. 11 октября 1923 года, согласно постановлению ВЦИК, в административное деление Крымской АССР были внесены изменения, в результате которых округа (уезды) были ликвидированы, Бахчисарайский район стал самостоятельной единицей и село включили в его состав. В Списке населённых пунктов Крымской АССР по Всесоюзной переписи 17 декабря 1926 года записана одна Фоти-Сала, центр Фотисальского сельсовета Бахчисарайского района. В 1935 году, в примерных границах бывшего Коккозского района, был создан новый Фотисальский район, в том же году (по просьбе жителей), переименованный Куйбышевский, которому переподчинили село.

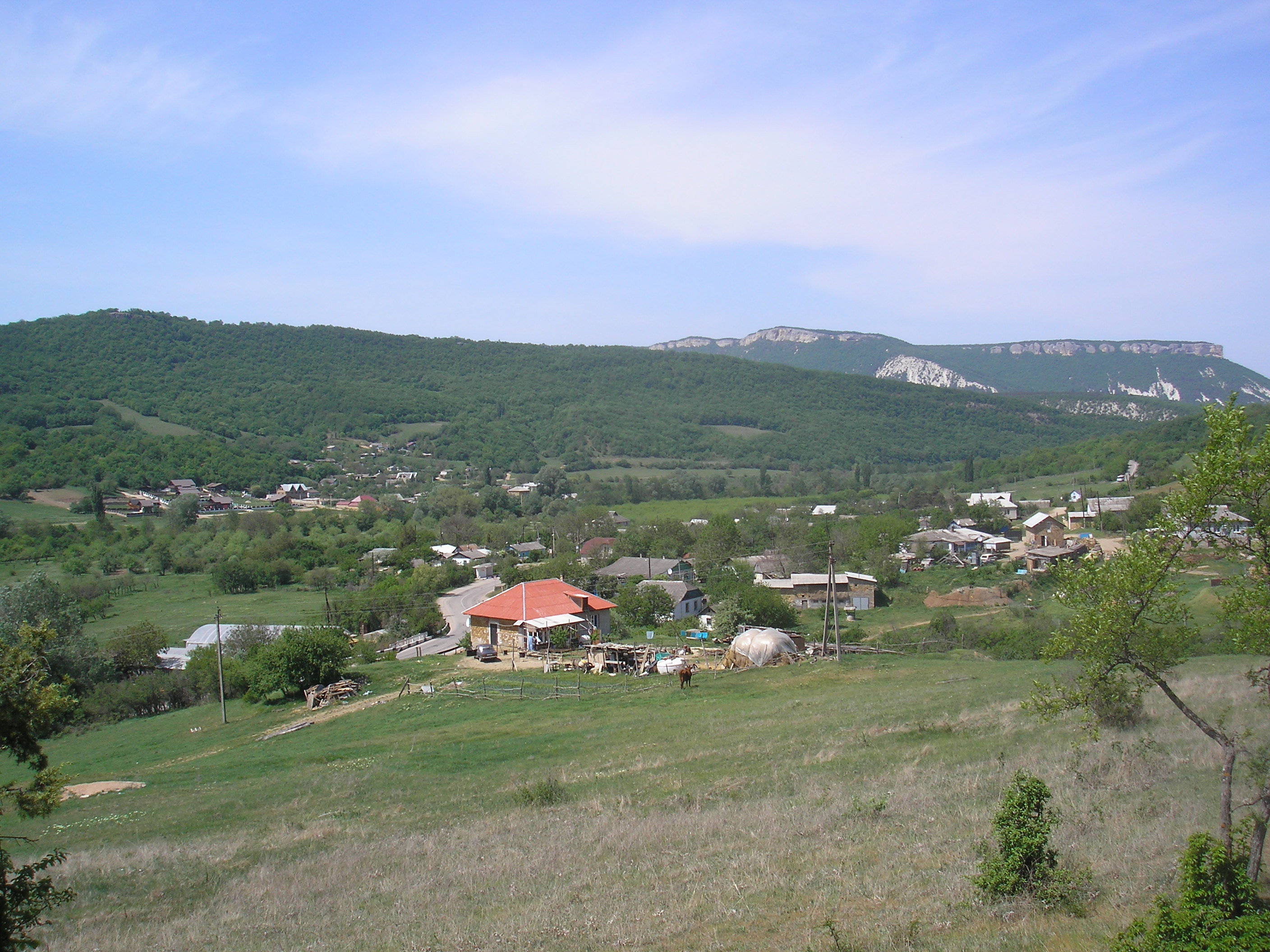
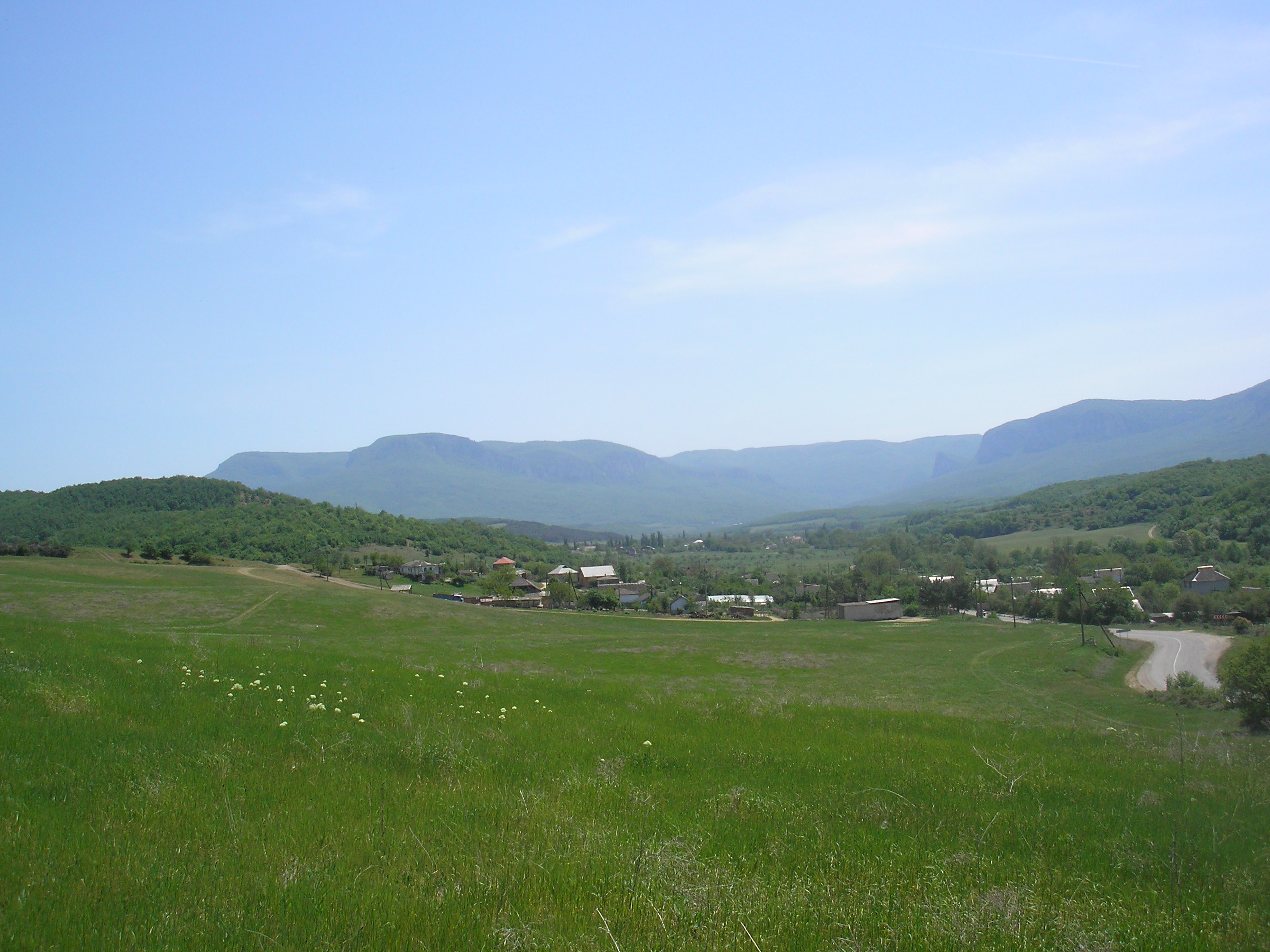
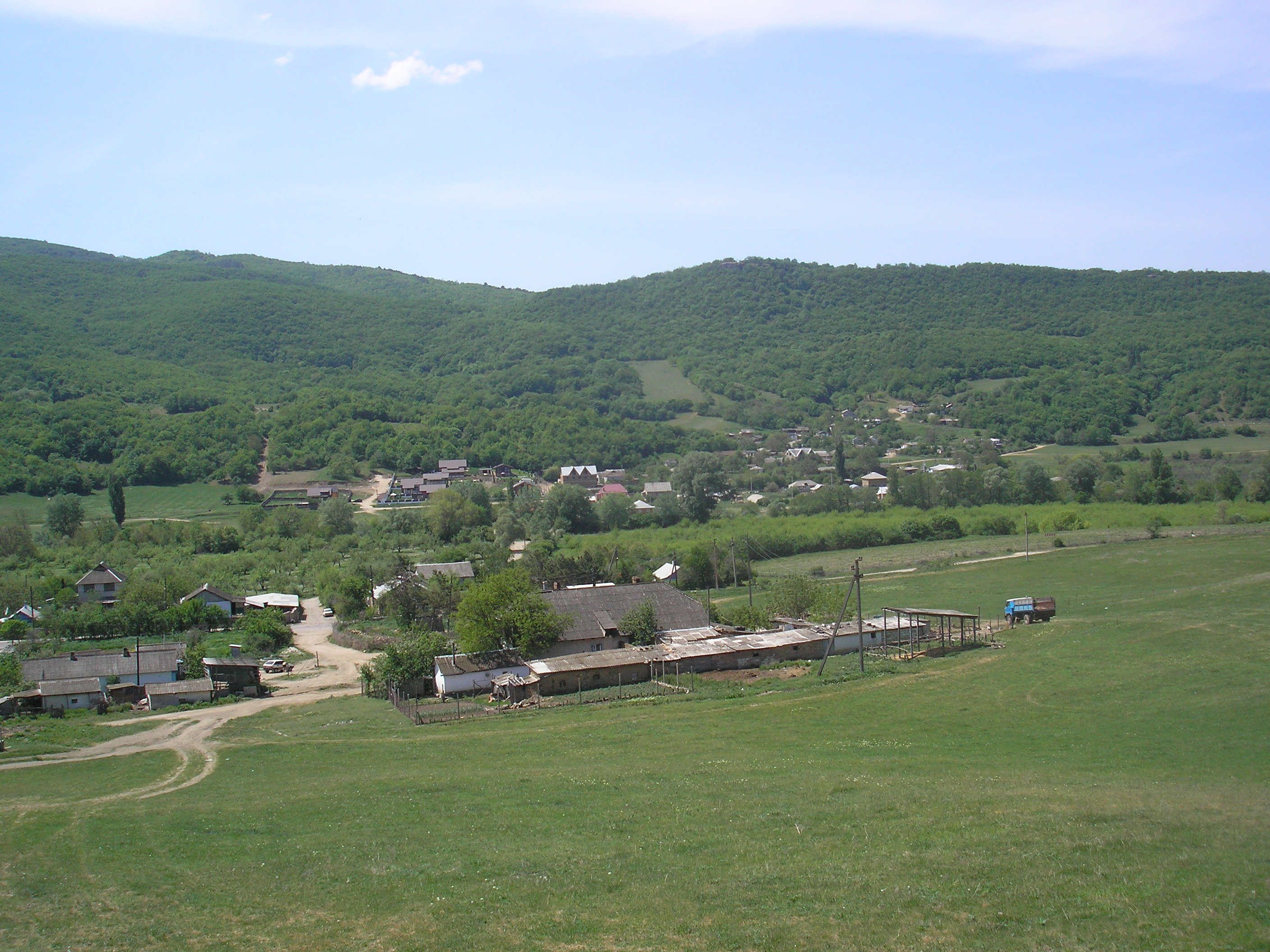
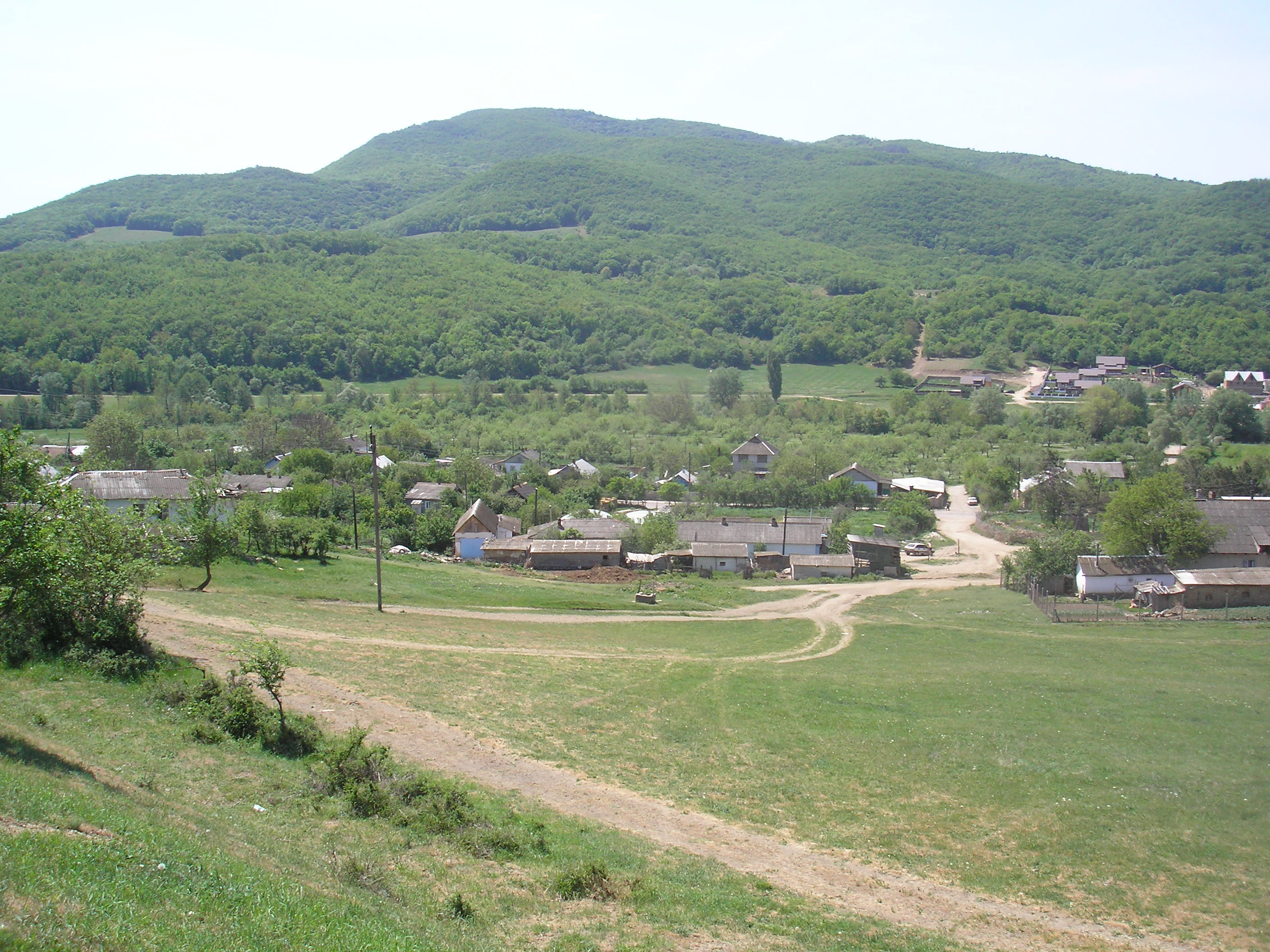
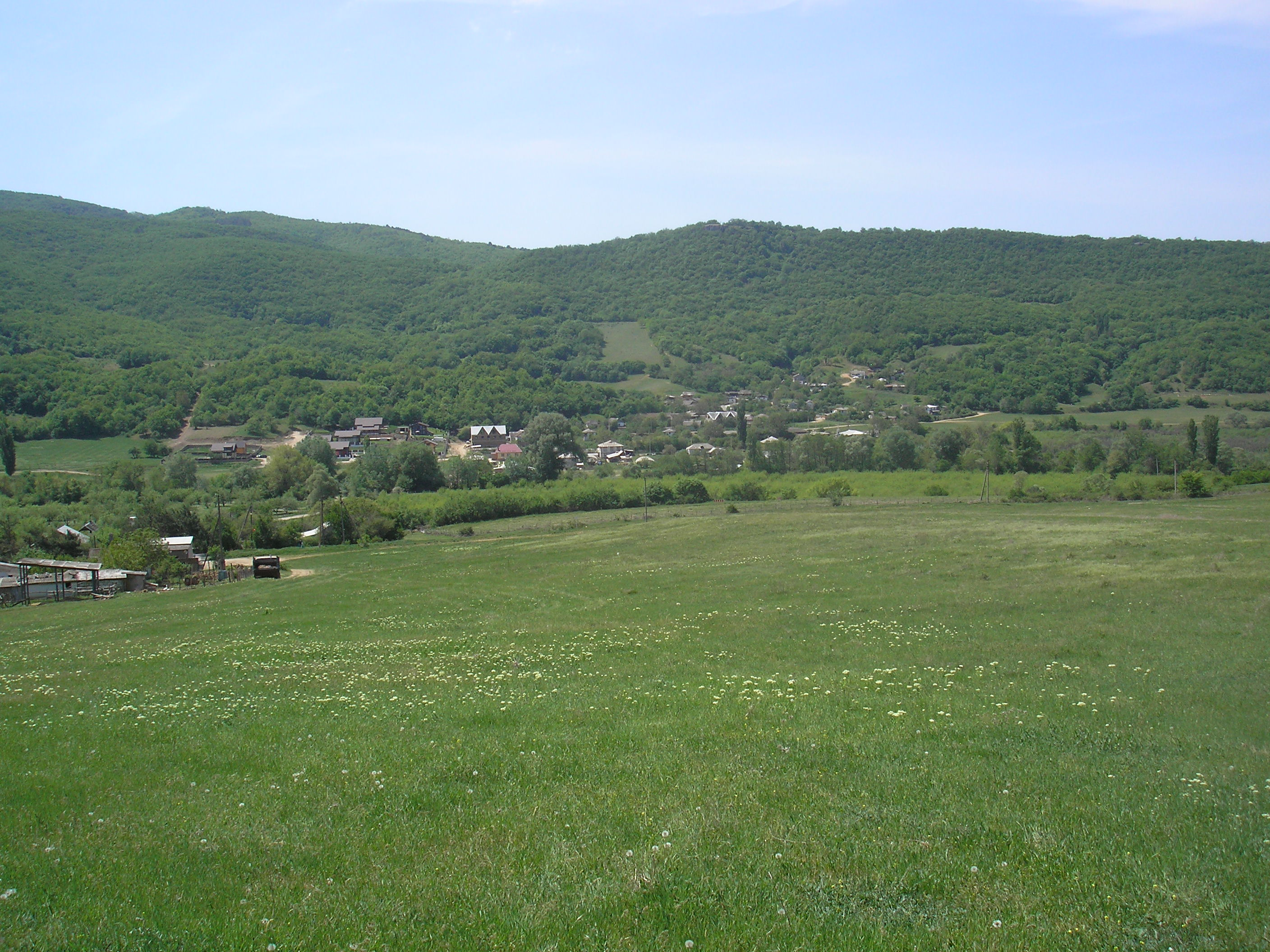

18 мая 1944 года, согласно Постановлению ГКО № 5859 от 11 мая 1944 года почти все жители села были выселены в Среднюю Азию. В селе, вместе с Фоти-Салой, было принято на учёт 128 домов спецпереселенцев. 12 августа 1944 года было принято постановление № ГОКО-6372с «О переселении колхозников в районы Крыма», по которому в район из сёл УССР планировалось переселить 9000 колхозников и в сентябре 1944 года в район приехали первые новоселы (2349 семей) из различных областей Украины, а в начале 1950-х годов, также с Украины, последовала вторая волна переселенцев. С 25 июня 1946 года в составе Крымской области РСФСР. С 25 июня 1946 года Нижняя Фоти-Сала в составе Крымской области РСФСР. 18 мая 1948 года указом Президиума Верховного Совета РСФСР село Нижняя Фоти-Сала переименовано в Нижнее Заречье (хутор Нижний Фоти-Сала в Верхнее Заречье). 26 апреля 1954 года Крымская область была передана из состава РСФСР в состав УССР. На 15 июня 1960 года Нижнее Заречье числилось в составе Голубинского сельсовета. До 1968 год Нижнее Заречье было объединено с Верхним Заречьем и переименовано в Нижнюю Голубинку (согласно справочнику «Крымская область. Административно-территориальное деление на 1 января 1968 года» в период с 1954 по 1968 годы). УУказом Президиума Верховного Совета УССР «Об укрупнении сельских районов Крымской области», от 30 декабря 1962 года, Куйбышевский район упразднили и Нижнюю Голубинку отнесли к Бахчисарайскому. С 12 февраля 1991 года село в восстановленной Крымской АССР, 26 февраля 1992 года переименованной в Автономную Республику Крым. С 21 марта 2014 года в составе Крыма аннексирована Россией.